# Krater Lawn Hill
Krater Lawn Hill – krater uderzeniowy w północno-zachodnim Queenslandzie, w Australii. 
Krater powstał ponad 515 milionów lat temu (w proterozoiku lub najpóźniej w kambrze). Jego pozostałość jest odsłonięta na powierzchni Ziemi, jest silnie zerodowana i ma mniejsze rozmiary niż oryginalny krater, którego średnica jest oceniana na 18 km.
Wnętrze krateru wypełniają osady węglanowe, uwidaczniające historię środowiska krateru po jego powstaniu. Krater ten objęła środkowokambryjska transgresja morza, przez co wypełniła go gruba sekwencja osadów płytkomorskich. Środowisko powstałe w tym kraterze było badane pod kątem analogii do środowisk, które mogły istnieć w przeszłości w kraterach marsjańskich.